# 普雷斯頓潘斯戰役
普雷斯頓潘斯戰役（英語：Battle of Prestonpans，又名格拉斯沼地戰役（英語：Battle of Gladsmuir）），發生於1745年9月21日東洛錫安普雷斯頓潘斯附近，是1745年詹姆士黨叛亂期間首次關鍵戰役。
詹姆士黨人在斯圖亞特流亡領袖查爾斯·愛德華·斯圖亞特及喬治·莫瑞的率領下，擊敗約翰·科普率領的政府軍，後者缺乏經驗，面對高地衝鋒時一觸即潰。這場戰役持續不到三十分鐘，極大鼓舞了詹姆士黨人的士氣，英國政府也開始將叛亂視為嚴重威脅。

## 背景
當奧地利王位繼承戰爭持續到1745年初時，大部分的本土英軍都已派往法蘭德斯。受1745年4月法軍在豐特努瓦戰役勝利的鼓舞下，查爾斯·愛德華·斯圖亞特於同年7月航向蘇格蘭以求藉此機會奪位。7月23日，當他在外赫布里底群島的埃里斯凱島登陸時，大多數聯繫人建議他返回法國，但最終仍有夠多人被說服，其中最重要的人物是洛希爾的唐納德·卡梅倫，因為其麾下人數在詹姆士黨人中的比例最高。8月19日，他們於格倫芬南正式發起叛亂。
蘇格蘭的政府軍指揮官約翰·科普爵士是位能幹的軍人，麾下約有三千至四千人，但他們大多是毫無經驗的徵召兵。約翰因缺乏情報及建議而受阻，特別是來自蘇格蘭事務大臣特威德代爾侯爵的影響，後者持續低估叛亂的嚴重度。確認查爾斯所部的位置後，科普將他的騎兵及砲兵駐紮在史特靈並交由托馬斯·福克指揮，然後率部向科里亞拉克隘道進軍，那是西部高地及低地間的主要通道。科普若控制當地，將能封鎖通往東蘇格蘭地區的路線，然而他卻發現高地人部隊已經攻占當地，只好於8月26日撤往印威內斯。
詹姆士黨的目標直到九月初前仍不明確，當時科普得知他們正在利用軍事公路網向愛丁堡推進。科普認為，搶先抵達愛丁堡的唯一途徑是通過海路，因此他下令部隊在亞伯丁登船。9月17日，他們在丹巴爾下船。但柯普又一次太慢了，當天稍早查爾斯已率軍進入蘇格蘭首府，儘管政府軍仍控制愛丁堡城堡。

## 戰役過程

普雷斯頓潘斯戰場；科普的部隊原本面向南方，前面有片沼澤地（以藍色標記），然後沿著特蘭特至科肯齊馬車道向東

科普在丹巴爾與福克所部及騎兵會合後，前者對自身實力有信心，能輕易地擊敗不到兩千人且缺乏裝備的詹姆士黨軍。與此同時，查爾斯指揮部隊自愛丁堡像東進軍，兩軍於9月20日正式碰頭。科普將他的部隊面朝南部署，正前方有個沼澤、右翼則有公園牆保護，而大砲則部署於特蘭特至科肯齊馬車道堤防的後方，該馬車道穿越整個戰場。
1746年設立的軍事法庭審視了科普的作為，認為他對戰場的選擇是正確的，且認為其部隊的部署也是恰當。然而，多種因素損害了該判決，例如包括詹姆斯·加德納在內的一些高級軍官素質低下：9月16日，詹姆斯·加德納麾下的龍騎兵在所謂的科爾特布里奇坎特（Coltbridge Canter）中，因一小隊高地人部隊在前而驚慌失措地逃跑了。此外，大多數科普指揮的步兵都經驗不足。拉塞爾團直到五月前，都還一直致力於洛蒙湖附近建造軍用公路。最後，他借來的水手砲兵訓練素質極差，以至於他派往愛丁堡城堡求援的訊息發出後，未能收到任何增援。
查爾斯意圖立即進攻，但莫瑞爭論道，他們的衝鋒行動會被科普中路前方的沼澤地所阻，使高地人部隊暴露於科普部隊強大火力之下。儘管莫瑞的評論是正確的，但這是他們首次的激烈爭論，後來演變成一系列的不和，並最終削弱了詹姆士黨領導層的團結。莫瑞說服多數人只有攻擊科普暴露的左翼才有成功的可能，一名熟悉當地的農夫之子羅伯特·安德森（Robert Anderson），則告訴他了穿越沼澤地的路線。凌晨4點，詹姆士黨部隊全軍併成三排，開始沿著科普陣地以東的里根黑德隘道進軍。
為避免敵軍突然夜襲，科普持續點燃陣地前的篝火，並派遣至少200名龍騎兵及300名步兵作為哨兵。數日前，克倫尼的麥克弗森率領一支勞登的高地人連隊自科普方叛逃。其餘三個連隊則被派去守衛科肯齊和塞頓港的輜重存放區，另約100名志願兵遭撤下，直到第二天早上回到崗位而錯過戰鬥。得知哨兵回報詹姆士黨的動向後，科普有足夠時間將他的部隊轉向面東（如地圖所示），並重新部署麾下火炮。當高地人部隊開始衝鋒時，他的炮兵卻逃跑了，留下火炮讓他們的長官們射擊。

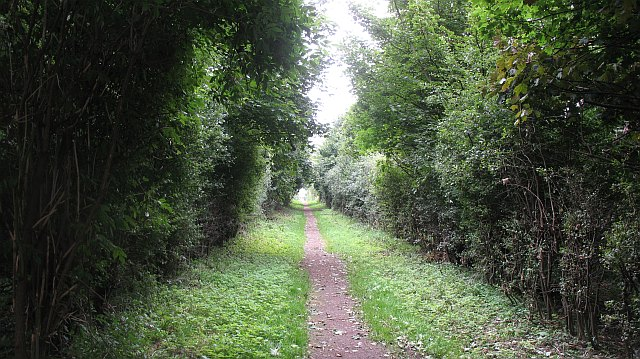
特蘭特至科肯齊馬車道遺跡

側翼的兩個龍騎兵團驚慌失措並騎馬逃竄，留下身負致命傷的加德納在戰場上。後來他從戰場被抬到特蘭特，並於當晚在那裡去世。龍騎兵的逃跑導致中路步兵暴露開來，使後者遭到三面火力夾擊，不到十五分鐘就被擊潰。由於公園的圍牆阻擋了他們的退路，大多數人都被俘虜。但當高地人部隊停下來搶劫輜重隊時，少數人逃脫了。政府軍的損失大約是300—500人死傷及另有500—600人被俘，俘虜大多因節省伙食開銷而被釋放。詹姆士黨人則約有35至40人戰死，以及7、80人負傷。

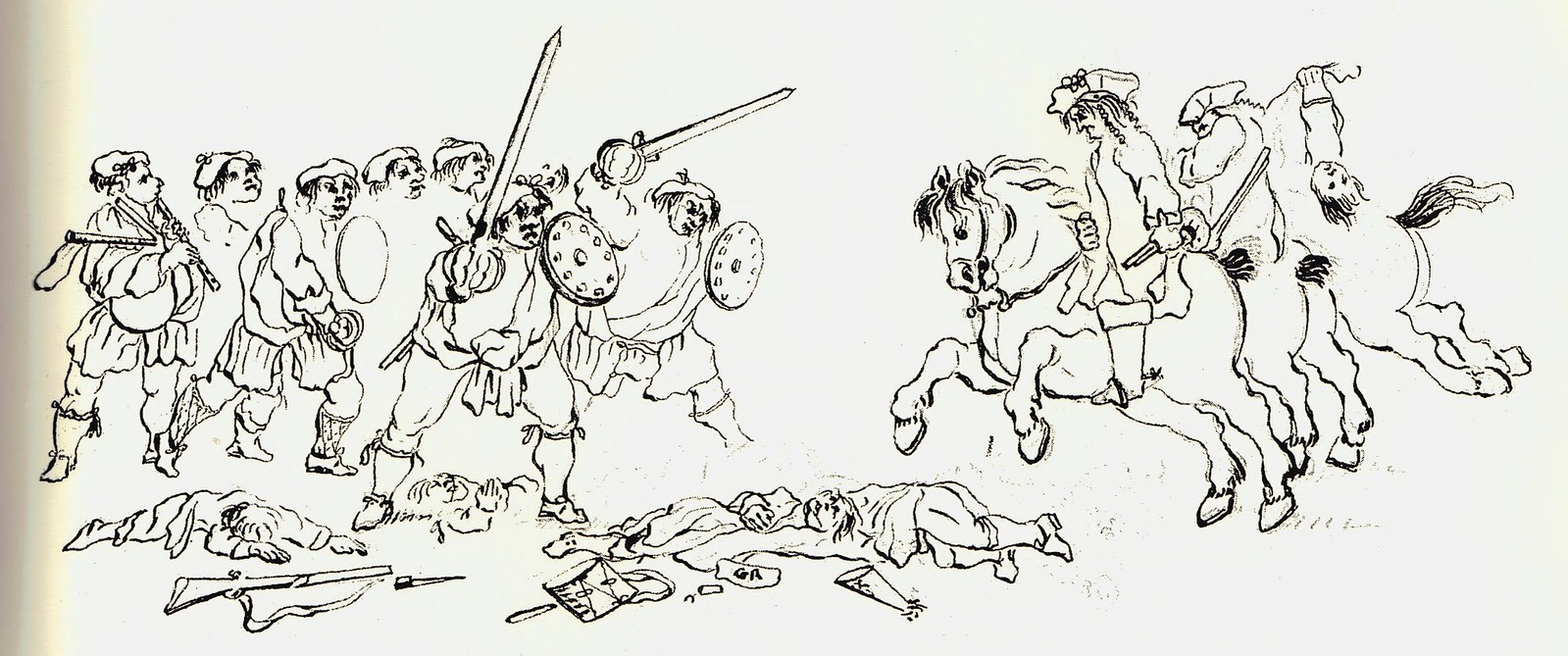
普雷斯頓潘斯戰役期間，高地人部隊發起衝鋒（1745年—1746年間的鉛筆畫）

砲兵指揮官懷特福德中校（Lieutenant-Colonel Whitefoord）被他的砲手拋棄，後來因弗納海爾的史都華（Stewart of Invernahyle）饒了他一命後，他毫髮無損地離開了戰場。1746年，史都華在卡洛登戰役中被俘，懷特福德為其求情赦免，以回報當初前者的不殺之恩。 科普和福克及拉塞爾一同逃跑，後者也是拉塞爾團中少數逃脫成功的人之一。他們隔天逃到特威德河畔伯里克時，僅剩450名倖存者。

## 後續發展
戰役發生數小時後，科普寫信到特威德代爾，否認對敗戰負有責任：「我無法責怪自己；敵人進攻的速度比我們所能描述的要快...這也是我們士兵陷入毀滅性恐慌的原因。」他與福克及拉塞爾等人隨後便被軍事法庭審判，而後法院裁定此役之敗乃「個別士兵可恥的行為」所致，因此三人最終都獲無罪，然而科普再也未能擔任高階指揮官。

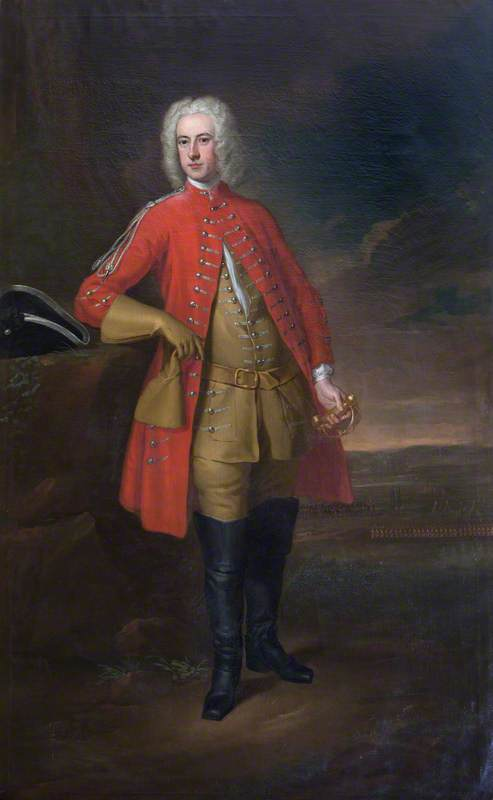
約翰·科普 (英國軍官)爵士在後續軍事審判中下莊，但普雷斯頓潘斯終結了他的職涯

1689年的基利克蘭基戰役顯示，即便是經驗豐富的士兵也難以抵擋兇猛的高地衝鋒，普雷斯頓潘斯戰役和1746年1月的福爾柯克沼地戰役又再次加強了這教訓。高地衝鋒的弱點是如果初次衝鋒失敗，高地人部隊將沒有足夠裝備來守住陣地。同年4月的卡洛登戰役中，坎伯蘭公爵的部隊因已接受過反制這項戰術的訓練，從而對蘇格蘭軍造成重大傷亡。
詹姆士黨這場勝利，意味著叛亂現在受到了更加重視。10月中，兩艘法國船隻抵達蒙特羅斯，帶來了金錢、武器及使者埃吉耶侯爵。 昆布蘭公爵及其麾下12,000名部隊自法蘭德斯地區召回，其中還包括6,000名德意志傭兵，後者在科普逃回特威德河畔伯里克的數天後抵達。這批部隊6月時在圖爾奈被俘，隨後在同意不與法軍為敵的條件下獲釋，便立即投入鎮壓叛軍。
查爾斯王子和莫瑞勳爵此役前的爭論，成為日後緊張關係中的首個插曲，而詹姆斯黨議會在接下來的六週內也一直在爭論戰略。推翻《1707年聯合法令》是蘇格蘭詹姆斯黨獲得支持的重要因素，此役勝出後使其成為可能，而他們也希望鞏固其地位。查爾斯和其流亡參事認為，必須推翻漢諾威政權才能確保聯合法令的終結，因此他們必須入侵英格蘭。查爾斯向蘇格蘭人保證後續英法兩軍的支援後，後者最終同意並於11月4日離開愛丁堡，四天後進入英格蘭地區。但政府軍在羅傑·漢達賽德將軍的率領下，於14日重奪愛丁堡。
向南進軍的同時，議會也每天討論戰略。12月5日，在德比會議上，絕大多數的議員都建議撤退，只有查爾斯是唯一反對撤退的重要人士。儘管有大量人群前來觀看，但仍沒有跡象表明法軍會如承諾的那樣登陸，也只有曼徹斯特提供了大量新兵。普雷斯頓作為1715年時的詹姆士黨據點，也支援了三支部隊。另一支法國補給車隊抵達蒙特羅斯的消息，似乎證實了最初應留在蘇格蘭選擇，而詹姆士黨也在第二天就向北進發。最後，詹姆士黨在1746年4月的卡洛登戰敗後，叛亂也宣告結束。

## 遺產

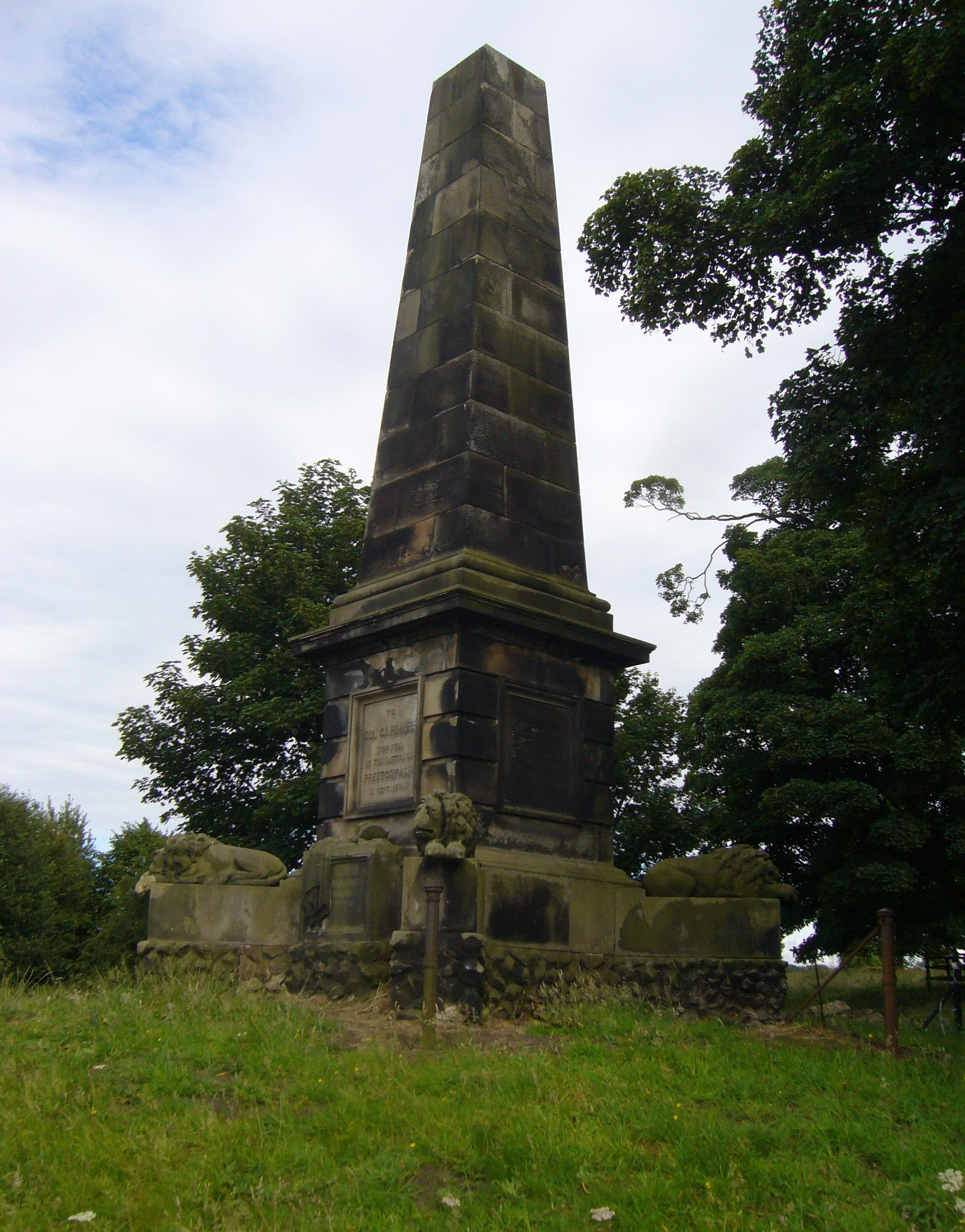
加德納上校紀念碑，他因陣亡而成為不從國教的烈士

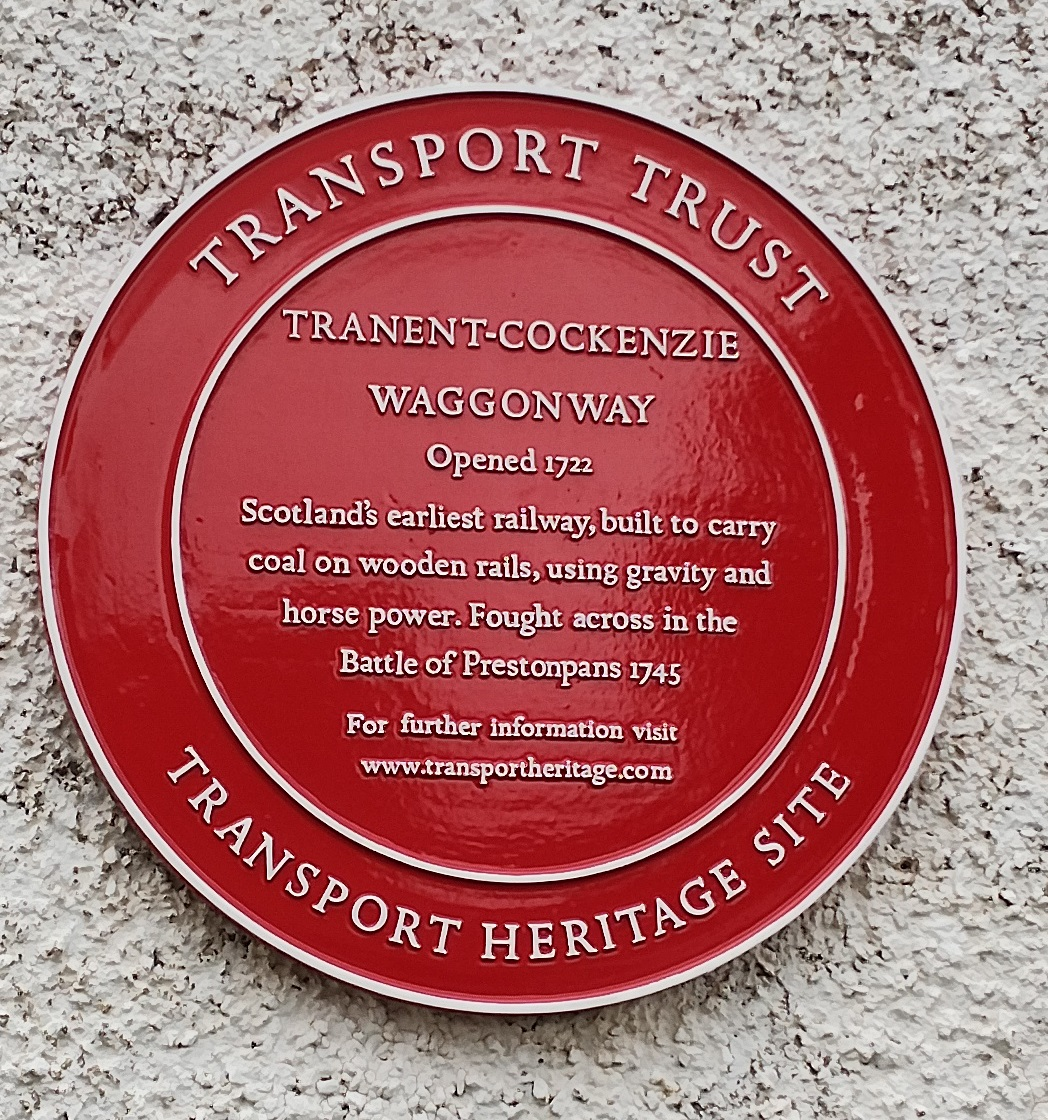
標示特蘭特至科肯齊馬車道的銘牌，當年普雷斯頓潘斯戰役雙方就是穿過馬車道交戰

1953年，戰役發生地附近豎立了紀念雙方陣亡人員的紀念碑,並設有煤爐供旅客觀賞。2006年，「1745年普雷斯頓潘斯遺產信託」（"Prestonpans 1745 Heritage Trust"）設立，以提供這場戰役的相關資訊，且戰場遺址被納入蘇格蘭歷史戰場名錄並由蘇格蘭歷史環境局維護。2019年，政府提議建立新的遊客中心，永久收藏普雷斯頓潘斯掛毯，該掛毯描繪了戰役前夕發生的事件。當地已部分被開發用作住宅區，科肯齊發電廠也曾坐落於此。
人們對與這場戰役及科普的角色，普遍來說很大程度受到第三方描述的影響，這些三方來源都沒有在場，其中還有人在戰役當時仍未出生。1747年出版的《加德納上校的生活》（英語：Life of Colonel Gardiner）一書中，不從國教的牧師陶德瑞將改信福音主義的加德納描繪成英雄，並特別透過嘲笑科普來達成目的。這個歷久不衰的迷思，直至今日仍被傳誦。華特·史考特爵士於1817年著作的《威弗利》中，加德納也是該小說中的人物，主角是位詹姆士黨人。加德納的英勇犧牲使主角確信，未來屬於聯邦而非斯圖亞特王朝。19世紀中葉，人們建立了方尖碑來紀念加德納。
史考特也對馬克·克爾勳爵經常被引用但不準確的評論負責，後者說科普是第一位帶來自身敗戰消息的將軍。這場戰役最著名的遺產或許是當地農民亞當·斯基文創作的兩首歌曲：分別是《特蘭特沼地》（Tranent Muir）及更為有名的《嘿，約翰尼·科普，你醒了嗎？》，後者是首簡短、朗朗上口但大多不符合歷史事實且侮辱科普的歌曲；詩人羅伯特·伯恩斯為這首歌詞曲譜曲，但不若斯基文的原作出名。部分蘇格蘭軍團至今仍在使用該曲作為起床號；1944年6月6日，第51高地師在諾曼底登陸朱諾海灘時，也演奏了該曲。
部分政府軍在被俘後變節，改效力於詹姆士黨的阿平的斯圖亞特軍團（Stewart of Appin's regiment），當中也包含李軍團中的艾倫·布雷克·斯圖爾特士兵。羅伯特·路易斯·史蒂文森作家在其1886年的小說《綁架》中，將其設為主要角色。時代電視劇《異鄉人：古戰場傳奇》中，普雷斯頓潘斯戰役也出現在該劇第二季的第10集。

## 註解
1. ↑  莫瑞團：580人；拉塞爾及吉斯團：570人；李團：291人；高地人部隊：183人；加德納及漢密爾頓龍騎兵：567人
2. ↑  當天晚些時候他曾到訪戰場，據其所述，他為勝者所劫

## 來源
- Anand, A McK. . Journal of the Society for Army Historical Research. 1960, 38 (153). JSTOR 44222359.
- Blaikie, Walter Biggar (编). . Ser. 2, Vol. 2. Scottish History Society. March 1916.
- Cadell, Sir Robert. . William Blackwood & Sons. 1898.
- Charles, George. . Gilchrist & Heriot. 1817.
- Corsar, Kenneth Charles. . Journal of the Society for Army Historical Research. 1941, 20 (78): 93–94. JSTOR 44228252.
- Duffy, Christopher. . Orion. 2003. ISBN 978-0304355259.
- Lord Elcho, David. Charteris, Edward Evan , 编. . David Douglas. 1907.
- Margulies, Martin.  second. Battle of Prestonpans Heritage Trust. 2013.
- Pittock, Murray. . Palgrave Macmillan. 1998. ISBN 978-0333667989.
- Preston, Diana. . Constable. 1995  [2025-04-17]. ISBN 978-0094740808 （英語）.
- Reid, Stuart. . Osprey Publishing. 1996. ISBN 978-1855325548.
- Riding, Jacqueline. . Bloomsbury. 2016. ISBN 978-1408819128.
- Royle, Trevor. . Little, Brown and Company. 2016. ISBN 978-1408704011.
- Smiles, Samuel.  4th. Boston, MA: Ticknor and Fields. 1859.
- Sroka, Kenneth M. . Studies in Scottish Literature. January 1980, 15 (1): 139–162  [2025-05-06]. eISSN 0039-3770. （原始内容存档于2025-05-06）.
- Tomasson, Katherine; Buist, Francis. . HarperCollins Distribution Services. 1978. ISBN 978-0713407693.

## 外部連結
- Article from The Herald, 29 April 2008, on Historic Scotland's campaign to protect Scotland's battlefields （页面存档备份，存于）
- (PDF). Historic Scotland.   [2019-02-08]. （原始内容 (PDF)存档于2022-10-06）.
- Digitised copy of the Battle of Preston September 1745 （页面存档备份，存于） drawn in 1746 from National Library of Scotland
- Digitised copy of the A plan of the battle of Tranent fought Sept 21. 1745 （页面存档备份，存于） drawn about 1745 from National Library of Scotland
- Digitised copy of the A plan of the battle of Preston Pans fought 21st Sept 1745 （页面存档备份，存于） from National Library of Scotland
- Digitised copy of the Sites of the Battles of Pinkie and Prestonpans, and other interesting historical ... （页面存档备份，存于） from National Library of Scotland
- Ascanius; or, the Young Adventurer
- Battle of Prestonpans (1745) Heritage Trust （页面存档备份，存于）
- Historic Environment Scotland. .

55°57′18″N 02°57′35″W / 55.95500°N 2.95972°W